# Mayotte Bollack
Pour les articles homonymes, voir Bollack.
Mayotte Bollack, née Mayotte Beauroy le 1er décembre 1928 à Paris et morte le 27 avril 2024 à Clichy à 95 ans, est une philologue classique française.

## Biographie
Latiniste spécialiste de Lucrèce, elle a enseigné à l’université Lille III.
Mariée avec l'helléniste Jean Bollack, elle a étroitement collaboré avec lui, notamment en traduisant à ses côtés des œuvres d'Eschyle, Sophocle et Euripide.
Elle est enterrée au cimetière du Montparnasse.

## Publications
- Jean Bollack, Mayotte Bollack et Heinz Wismann, La lettre d'Épicure, Paris, Éditions de Minuit, coll. « Le sens commun », 1971.
- Mayotte Bollack, La raison de Lucrèce : constitution d'une poétique philosophique avec un essai d'interprétation de la critique lucrétienne, Paris, Éditions de Minuit, coll. « Le sens commun », 1978, 630 p. (ISBN 2-7073-0212-0).
- Sophocle (trad. Jean Bollack et Mayotte Bollack), Œdipe roi, Paris, Éditions de Minuit, 1985, 88 p. (ISBN 2-7073-1043-3).
- Euripide (trad. Jean Bollack et Mayotte Bollack), Iphigénie à Aulis, Paris, Éditions de Minuit, 1990 (ISBN 978-2-7073-1364-5).
- Euripide (trad. Jean Bollack et Mayotte Bollack), Andromaque, Paris, Éditions de Minuit, 1994 (ISBN 978-2-7073-1486-4).
- Euripide (trad. Jean Bollack et Mayotte Bollack), Hélène, Paris, Éditions de Minuit, 1997 (ISBN 978-2-7073-1619-6).
- Sophocle (trad. Jean Bollack et Mayotte Bollack), Antigone, Paris, Éditions de Minuit, 1999 (ISBN 978-2-7073-1662-2).
- Euripide (trad. Jean Bollack et Mayotte Bollack), Les Bacchantes, Paris, Éditions de Minuit, 2004 (ISBN 978-2-7073-1900-5).
- Sophocle (trad. du grec ancien par Jean Bollack et Mayotte Bollack), Électre, Paris, Éditions de Minuit, 2007, 94 p. (ISBN 978-2-7073-1980-7).
- Eschyle (trad. du grec ancien par Jean Bollack et Mayotte Bollack), Les Choéphores et Les Euménides, Paris, Éditions de Minuit, 2009, 138 p. (ISBN 978-2-7073-2086-5).
- Mayotte Bollack, Démons et dragons : dix-neuf pièces d'Euripide racontées et interprétées, Paris, Fayard, coll. « Ouvertures », 2017, 199 p. (ISBN 978-2-213-69930-1).